# Johngarthia planata
Johngarthia planata is een krabbensoort uit de familie van de Gecarcinidae. De wetenschappelijke naam van de soort is voor het eerst geldig gepubliceerd in 1860 door Stimpson.

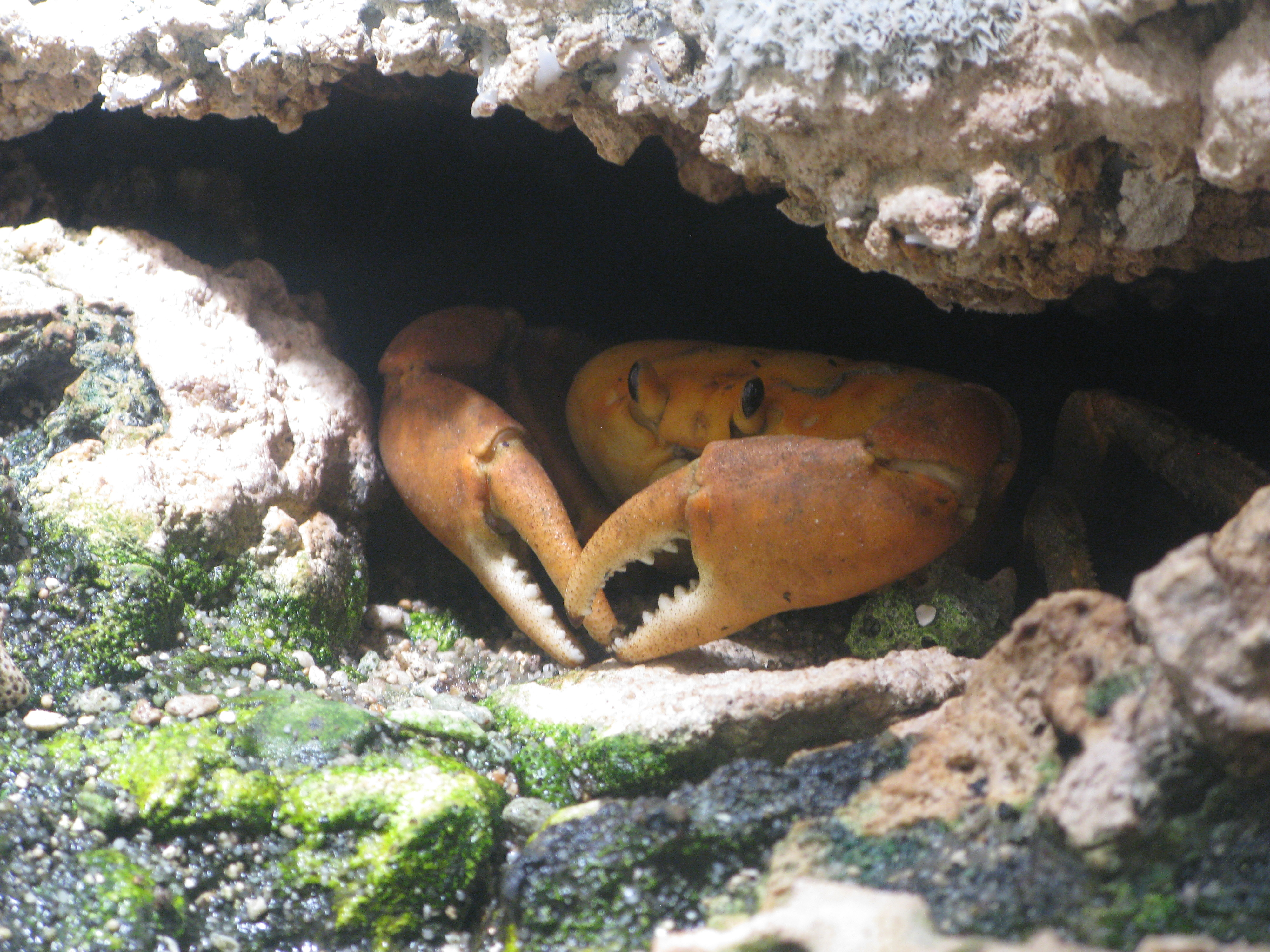
Land Clipperton crab.